# Spielplatztelefon
Ein Spielplatztelefon ist eine einfache akustische Gegensprechanlage für Spielplätze.

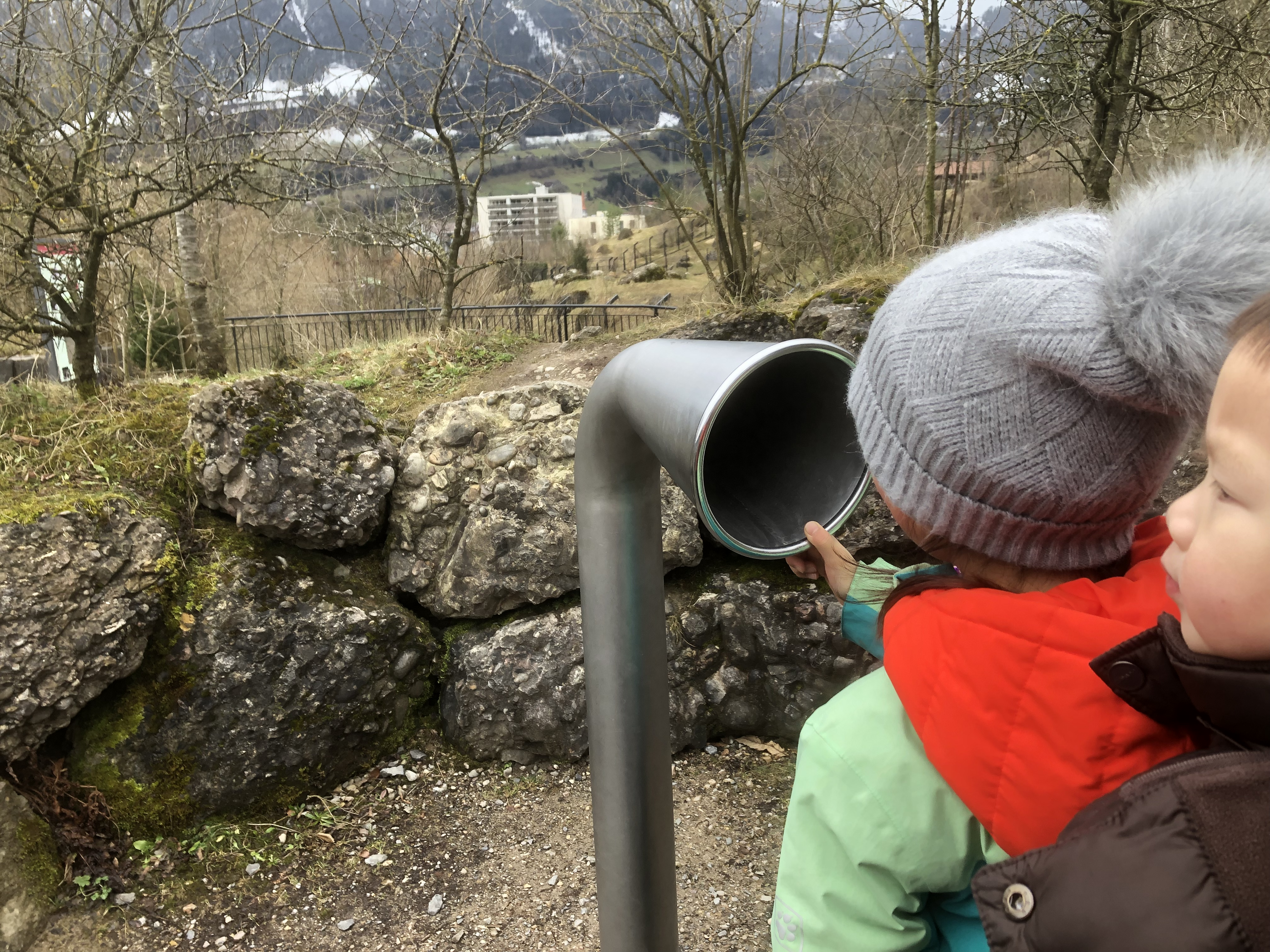
Tierpark Goldau, Mädchen an Spielplatztelefon

## Aufbau
Ein Spielplatztelefon besteht typischerweise aus mindestens zwei vertikal aufgestellten Edelstahlrohren mit oben angeschweißtem Edelstahlrichter, die so in den Boden einbetoniert werden, dass die Trichter sich in einer für Kinder zugänglichen Höhe befinden. Unterirdisch werden sie mit einem Schlauch verbunden. Spricht eine Person in einen der Trichter, wird der Schall durch das Rohr und den Schlauch an den/die anderen Trichter übertragen.

## Prinzip
Die Schallübertragung basiert auf indifferenten Reflexionen innerhalb der Röhre(n) und tritt auch innerhalb von Rohrpostanlagen auf. Ähnlich aufgebaute Sprachrohre waren in der Seefahrt gebräuchlich, um auf Schiffen eine Kommunikation bspw. zwischen Kapitän und Rudergänger oder Maschinisten zu ermöglichen. Der begrenzte Querschnitt der Röhre stellt akustisch einen Bandpass dar, der zwar die Sprachfrequenzen übermittelt, jedoch hoch- und tieffrequente Störgeräusche nur stark gedämpft oder gar nicht überträgt.

## Ähnliche Geräte
- Schnurtelefon